# Pierrot (zenész)
Pierrot, születési nevén Marosi Z. Tamás (Budapest, 1969. szeptember 3. –) Fonogram – Magyar Zenei Díjas és EMeRTon-díjas magyar zeneszerző, előadó, dalszövegíró, producer és játékfejlesztő. A „Private Moon Studios” vezetője és kreatív producere.

## Életrajz
Zenei pályája 1986-ban, még a középiskolás évek alatt indult. Ekkor vette fel a Pierrot művésznevet és a fél arcát takaró szomorúbohóc-maszkot, amely egy évtizeden át volt az ismertetőjegye. Első nagylemeze, a Babaházak 1990-ben jelent meg. 1994-től elsősorban könnyűzenei producerként tevékenykedett; több tucat arany- és platinalemez fűződik a nevéhez. Színpadi művekhez és játékfilmekhez is komponált zenét.
1988-tól az induló Danubius Rádió munkatársa, később zenei szerkesztője volt. Önálló zenei műsorokat vezetett a Danubius Rádióban, valamint a televízióban (MTV1 – Hangár hangszertörténeti sorozat, 1991)
1990-től a Roland hangszerdemonstrátora. Ő alapította a Roland első magyarországi márkaboltját, melyben egy „könnyűzenei panoptikum” is helyet kapott. 1994-től a DISPLAY Magyarországi Roland Magazin főszerkesztője. A magazin az elektronikus hangszerek bemutatásán túl a 90-es évek könnyűzenéjének irányzatairól, meghatározó magyar és külföldi képviselőiről is áttekintést nyújtott.
A 2000-es évek elejétől mindmáig rendszeresen vett és vesz részt kritikusként, zsűritagként zenei tehetségkutató versenyeken. Ezek közül a legismertebb a TV2 Megasztár c. műsora, melynek első két évadában a zenei producer szerepét is ellátta és ezekben az évadokban ő szerezte a Csillagdalokat.
Játékfejlesztéssel 1998 óta foglalkozik, változatos területeken, mint számítógépes játékok, táblás- és társasjátékok, turisztikai játékok és edukációs játékok. Az ötlet, a forgatókönyv, a gamedesign, a hang, a zene és gyakran a 2D-grafika is személyesen az ő keze alól kerül ki.
1994-ben alapította első produkciós vállalatát Private Moon Production néven, majd 2000-ben saját lemezkiadóját, Private Moon Records néven. Játékai a Private Moon Studios (korábban: Private Moon Interactive) védjegye alatt jelennek meg.
1999-től két éven át a GameStar magazin (IDG Hungary) kreatív producere, Szilágyi Árpád főszerkesztő mellett; havonta jelentek meg publikációi játékokról és zenei témakörben.
Szerzőként illetve társszerzőként hat könyv fűződik a nevéhez.

## Zenei pályafutása
A középiskolai évek alatt alapította első amatőr zenekarait, melyekben akkor még dalszerzőként és billentyűsként szerepelt. 1986-ban került sor az első professzionális stúdiófelvételre; ekkortól ő lett a dalok előadója is. Egyidejűleg megszületett a jól ismert szomorúbohóc-maszk is. Utóbbit 1995-ig, első alkotói korszakának végéig viselte.
Összesen mintegy 40 albumot jegyez szerzőként illetve producerként. Ezek közül 10 saját szerzői album. A Babaházak c. nagylemezért eMeRTon díjat, a Nekem senki nem hegedül c. dalért pedig Arany Zsiráf díjat kapott. Dalaiból számos videóklip született, melyek közül a Túl jól vagyok című (Weigert Miklós)elnyerte a Kecskeméti Animációs Fesztivál fődíját.
Producerként együtt dolgozott többek között Sipos F. Tamással, a Pa-dö-dő-vel és Ganxsta Zolee-val, Császár Előddel, O.J. Sámsonnal, a BlaBla és a Rémember zenekarral, továbbá Nagy Edmonddal is.  A pop mellett a világ népzenéinek más műfajokkal való ötvözésére is több kísérletet tett; ebből született a Toys of Ancient Gods gyűjtemény, és ez teljesedik ki a saját játékaihoz készített háttérzenékben. 2018-ban Fonogram díjat nyert a Ganxsta Zolee és a Kartel K.O c. platina albumával (zeneszerző – producer).
Két magyar játékfilmben és két zenés színdarabban működött közre zeneszerzőként. A filmek: Rosszfiúk (2000), valamint a Le a fejjel! (2005).  1991-ben a Budapesti Kamaraszínház felkérésére írta Anthony Burgess Mechanikus narancs című művének musical feldolgozásához a dalbetéteket. Darvasi László 2010-ben bemutatott, Popeye című zenedarabjának dalai is az ő szerzeményei (ez utóbbihoz a dalszövegeket Ganxsta Zolee írta). Színpadi munkájának előzményei részben a gimnáziumi évekhez, a Latinovits Zoltán Diákszínpadnál Archiválva 2011. november 4-i dátummal a Wayback Machine-ben szerzett zeneszerzői tapasztalatokhoz nyúlnak vissza.
Számos zenei tehetségkutató programmal kapcsolódik össze a neve producereként vagy zsűritagként. Ezek között az eddigi legjelentősebbek a Pepsi Generation Next és Pepsi Sztárcsináló a 2000-es évek elején, majd 2003-2005 között a TV2 Megasztár c. műsora, ahol zsűritag volt, emellettt ő szerezte a tehetségkutató műsor első két évadának Csillagdalát is. 2008-ban az interneten zajló Kulturpart-Dalverseny, majd 2009-től Te, a sztár karaoke-versengés állandó zsűritagja. 2015-ben és 2016-ban A Dal (2015) illetve A Dal (2016) zsűritagja.

## Játékfejlesztői pályafutás

### Táblajátékok, társasjátékok
Pierrot ifjú korától kezdve foglalkozik az absztrakt stratégiai játékok témakörével. Ezek eredetét, kultúrtörténetét kutatja és dolgozza fel különböző formában, maga is számos stratégiai illetve táblás játék alkotója. Az ősi táblás játékok az AGON sorozatban is helyet kaptak számítógépes szimuláció formájában. A Private Moon Studios a játékokból Ancient Games Of Nations néven iPad sorozatot is készített, melyekből 2012-ig két rész jelent meg. Ebből a törekvésből született Pierrot "játszható könyve", az AGON - 24 táblajáték a nagyvilágból is, a szerző saját készítésű játéktábla-illusztrációival (2011).
A társasjáték műfajban az Irány a Kincses Sziget! c. játéka 2016-ban, a Rejtély a babaházban 2017-ben, a Répáskert 2018-ban, az Underground Panic (nemzetközi kiadás, magyar címe: Ürgefrász) 2019-ben, a Roundforest (szintén nemzetközi kiadás, magyarul: Kerekerdő) és a Társasház 2020-ban jelent meg. 2021-es megjelenés a Barikarám, a Rumini – Hajónapló (mely még abban az évben két hazai díjat is elnyert), valamint az absztrakt stratégiai elemekből építkező csatajáték, a Kereszt és Félhold, majd 2022-ben a Monopolis. 2023-ban jelent meg a Nomad című társasjáték, több nyelven. 
Mindaddig Pierrot játékai más hazai és külföldi kiadók gondozásában jelentek meg. 2023-ban azonban saját cége, a Private Moon Studios társasjátékokkal is bővítette kiadói portfolióját. Első saját kiadványa Pierrot borászati témájú stratégiai játéka, a Cuvée lett (2023). Ezt követte 2024 tavaszán a Caravanserai c. családi játék, a Silk Road Adventures sorozat első darabjaként, majd ősszel Pierrot addigi legösszetettebb stratégiai játéka, a Twilight City és kiegészítője. Ekkor indult el az Évszakok című kártyajáték-sorozat is a Fényes díszek című karácsonyi hangulatú játékkal.  Jelenleg is számos társasjátéka van fejlesztés alatt, illetve előkészületben.

### Az AGON sorozat
A számítógépes játékokkal minden idők legsikeresebb klasszikus PC-kalandjátéka, a Myst élménye kötelezte el a 90-es évek elején. Az ősi eredetű táblás játékok kutatása és gyűjtése során megszületett benne a szándék azok rekonstruálására. Ez vezetett az AGON (Ancient Games of Nations) sorozat első három epizódjainak létrejöttéhez 2003 folyamán.
A sorozat grafikus alapú, egérrel kezelhető (point-and-click) kalandjátékokból áll, melyek egy-egy ősi táblás játék köré épülnek. Az első epizódok 2003-ban készültek el, eleve angol hangfelvétellel a külföldi kalandjátékos piac számára, és az egész világon az elsők között váltak az interneten keresztül letölthetővé. Magyarországon 2005-ben jelentek meg A rejtélyes kódex című trilógia formájában, majd ugyanezt 2006-tól The Mysterious Codex címen külföldön is kiadták, számos nyelven feliratozva.
2005-2007 között készült a negyedik rész, a Toledo: az elveszett kard. Magyarországon 2006-ban, külföldön 2008-ban jelent meg (The Lost Sword of Toledo címen). Az ötödik (Pekingben játszódó, A négy sárkány meséje című) epizódból egy demó verzió készült 2012-ben.

### Jonathan Hunt kalandok: Jumurdzsák gyűrűje, Miazma avagy az ördög köve
A Private Moon Studios és Pierrot produkciója a 2005-ben forgatott Jumurdzsák gyűrűje című interaktív film is, amely eredetileg Eger számára készült, városmarketing eszközként. A mű lényegében egy kalandjáték, mintegy másfél órányi filmanyaggal. A forgatókönyv és a játékterv Pierrot munkája, a filmbetétek rendezője Komlós András. A főszereplő Görög László, Jumurdzsákot Bárdy György alakítja. A játék egy magyar származású amerikai újságíró, Jonathan Hunt (fiktív személy) szemével láttatja Egert, aki Pierrot más munkáiban is megjelenik.
A Jumurdzsák gyűrűje 2007-ben első helyezést ért el az eFestivalon interaktív történetmesélés kategóriában. Külföldön 2009-ben jelent meg angol feliratozással, Yoomurjak’s Ring címen, a magyar hang ellenére igen pozitív értékelésekkel. 2015 végén a játék angol felirattal iPhone és iPad verziója is elérhetővé vált.
A Jonathan Hunt kalandok második epizódja, a MIAZMA avagy az ördög köve c. interaktív film és PC kalandjáték 2015. áprilisában jelent meg, a Természet Világa c. magazin mellékleteként. Pierrot és Gábor Endre Az ördög köve c. regényét részben feldolgozó produkció az MTA Atommagkutató Intézete "Az Atomki tudományos eredményeinek terjesztése és népszerűsítése: Megérthető-elérhető fizika" című projektje keretében valósult meg. A játék Debrecenbe, nagyrészt az Atomki laboratóriumaiba vezeti el a játékost, de bepillantást enged a Debreceni Református Kollégium nagykönyvtárába és múzeumába is. A forgatókönyv, a játékterv és a zene ismét Pierrot nevéhez köthető, a filmjelenetek rendezője Komlós András. Főszereplők: Görög László, Kerekes Vica, Dósa Mátyás, Gáti Oszkár, Dunai Tamás. 2017-ben elkészült a játék angol verziója is (angol szinkronnal és felirattal), mely 2018-ban debütál a nemzetközi játékpiacon.

### Kaland&Játék
A turisztikai játék magyarországi települések nevezetességeinek megismerését segíti elő Pierrot rejtvényein keresztül. (Helyszínek többek között Budapest, Eger, Debrecen, Szentgotthárd és környéke, az Őrség, illetve a határon túl Nagyszalonta). Ezek a játékok is ugyanazon átfogó koncepcióba illeszkednek: főhősük a Jumurdzsák gyűrűjéből ismert amerikai újságíró, Jonathan Hunt.

### Oktatójátékok
Pierrot nevéhez több oktató jellegű multimédiás produkció köthető (Útravaló – közlekedésbiztonsági oktatóprogram gyermekek számára – 2008; Egymásra lépni tilos – esélyegyenlőségi társasjáték – 2010). 2011-ben készült el az Arany János emlékének szentelt Nevezetes Toldi Miklós dicsőséges kalandozásai című, háromnyelvű (magyar, román, angol) online játék, a Toldi 12 énekének cselekménye alapján. A többszörösen díjnyertes Zanza.tv projekt keretében készült el 2015-ben készült a Zanza – a táblajáték című, mobil platformokon futó online társasjáték, mely az érettségire való felkészülést támogatja.

## Írói munka, publikációk
Barcs Endre, Siklós András, Szabó László, Szever Pál és Vértes György mellett társszerzője volt a Németh Oszkár által szerkesztett Rockzenei kézikönyv 1950-1993 c. kiadványnak (Berta Kiadó, 1993).
Pierrot 1996-ban saját kalandjátékos weboldalt indított útjára Inventory címmel, magyar és angol nyelven. A maga idejében ez volt az első olyan internetes magazin, amely kifejezetten a kalandjátékokra összpontosított.
Kritikáit 1999-től az akkor induló GameStar magazinban, saját rovatában tette közzé.
2005-ben jelent meg ázsiai gyűjtéseiből összeállított könyv Megkóstolni Ázsiát címmel (Arterego kiadó), amely az útiélményt és a kulináris élményt ötvözi kultúrtörténeti keretbe.
A Jumurdzsák gyűrűje forgatókönyve alapján íródott az azonos című regény, amely Pierrot és Szélesi Sándor (Anthony Sheenard) tudományos-fantasztikus szerző közös alkotása (Alexandra, 2011). A regényt további kötetek követik, a sorozat Jonathan Hunt Kalandok név alatt folytatódik. A második kötet Az ördög köve címmel 2012 áprilisában jelent meg, Pierrot szerzőtársa ezúttal Gábor Endre. A harmadik, Magister M című regénynek is ő a társszerzője, mely 2013 decemberében került a polcokra, szintén az Alexandra kiadó gondozásában.
2011 végén került a magyar könyvesboltokba az AGON – 24 táblajáték a nagyvilágból című exkluzív album, melynek nemcsak a szövege (történeti áttekintés, játékszabály), hanem a játszható táblák grafikája is Pierrot saját munkája.
2016-ban jelent meg Pierrot első mesekönyve, a Playmobil figurákkal benépesített Muszáj-kalózok (Alexandra Kiadó), melyet 2020-ban egy újabb kiadás követett (Főnix Könyvműhely).

## Albumok
- Babaházak (1990)
- Nekem senki nem hegedül (1992)
- Babaházak II. (1993)
- Levelek a Holdba (1994)
- Az első felvonás – Best of 1990-1995 (1995)
- Játék (1999)
- Replay (1999)
- Café (2001)
- Reprint (2002)
- Gallery (2002)
- A második felvonás – Best of 1989-2009 (2009)
- Carousel (2015)
- Live (2015)
- Bookshop Lounge Vol.1 (2016)
- Bookshop Lounge Vol.2 (2016)
- Bijoux - Zsengék, Remixek Ritkaságok (2016)
- Sárga fonalak - A zenévé varázsolt első, gyenge hangok - 1986-1991 (2017)

Toys of Ancient Gods:
- World Dance Pt.I-VIII – 1994 EMI
- Cargo Cult – 1997 Sony

## Maxi CD-k
- Telihold (1994)
- A film (promo) (1995)
- Van miért (1999)
- Meglesett a hold (promo) (1999)
- Szerelemittas nyár (2001)
- Szerelemittas nyár – remixek (promo) (2001)
- But Not Tonight (promo) (2001)
- Sign Your Name / After Midnight (promo) (2002)
- Time After Time (promo) (2002)
- Túl jól vagyok (2005)
- Carousel EP (promo) (2005

Toys Of Ancient Gods:
- Vimana (East-West Dance) (1994) EMI
- Vimana II. (1996) Sony

## 12" maxi lemezek
- Maxi Single '92 (1992)
- Maxi Single II. (1993)

Toys Of Ancient Gods:
- Vimana II (1996)

## Fontosabb produceri albumok
- Toys of Ancient Gods: Cargo Cult – 1997 Sony Music (nemzetközi megjelenés)
- Pa-dö-dő: Szép az élet, és én is szép vagyok – 1994 BMG Ariola (arany)
- Pa-dö-dő: Einstand – 1995 BMG Ariola
- Sipos F. Tamás: Nincs baj, Baby – 1994 EMI-Quint (platina)
- Sipos F. Tamás: Táncolj Playboy – 1996 EMI-Quint
- FRISS No.1 Válogatásalbum album – 1998 Sony Music
- Sztárkarácsony Válogatásalbum album – 1996 PolyGram (platina)
- Ganxsta Zolee & Kartel: Egyenesen a gettóból – 1995 Sony Music (platina)
- Ganxsta Zolee & Kartel: Helldorado – 1999 Sony Music (platina)
- Rémember: @Generation – 2001 Private Moon Records
- O.J. Sámson: Best of... Plastic Jungle – 1998 Sony Music
- Megasztár: A döntők dalai – 2004 Sony Music (platina)
- Megasztár: Ki lesz 2005 hangja – 2005 Universal (platina)
- Nagy Edmond: Nagy hang, nagy szív – 2005 EMI
- Ganxsta Zolee és a Kartel: Hatalmat a népnek – 2012 Hunnia Records
- Ganxsta Zolee és a Kartel: K. O. – 2017 MFM Music (Fonogram díjas, platina)

## Játékok
- AGON – A rejtélyes kódex trilógia (The Mysterious Codex, 2003)
- AGON – Toledo: az elveszett kard (The Lost Sword of Toledo, 2007)
- Jumurdzsák Gyűrűje (Yoomurjak's Ring, 2006)
- Ancient Games Of Nations táblásjáték-sorozat iPad-en (2011)
- Nevezetes Toldi Miklós Dicsőséges Kalandozásai: online játék több nyelven (2012)
- ZANZA – A társasjáték (online, mobil platformokon) (2015)
- MIAZMA avagy az ördög köve magyar megjelenés (2015)
- MIAZMA or the Devil's Stone angol verzió (2017)
- Irány a Kincses Sziget! – társasjáték (2016)
- Rejtély a babaházban – társasjáték (2017)
- Répáskert – társasjáték (2018)
- Underground Panic (Ürgefrász) – társasjáték (2019)
- Társasház – társasjáték (2020)
- Roundforest (Kerekerdő) – társasjáték (2020)
- Rumini hajónapló – társasjáték(2021)
- Barikarám – társasjáték (2021)
- Kereszt és Félhold – társasjáték (2021)
- Monopolis – társasjáték (2022)
- Nomad - társasjáték (2023)
- Cuvée- társasjáték (2023) 
  - Rosé & Dessert wine kiegészítő (2024)
- Caravanserai - társasjáték (2024) 
  - Dervish kiegészítő (2024)
  - Opium kiegészítő (2024)
  - Anahita kiegészítő (2025)
- Fényes díszek kártyajáték (2024)
- Twilight City társasjáték (2024)
  - Maurice kiegészítő (2024)
- Hímes tojások - társajáték (2025)
- Strandbüfé - társasjáték (2025)

## Könyvek
- Megkóstolni Ázsiát (Arterego, 2005)
- Jonathan Hunt kalandok
  - Jumurdzsák gyűrűje (Pierrot-Szélesi Sándor; Alexandra, 2011)
  - Az ördög köve (Pierrot-Gábor Endre; Alexandra, 2012)
  - Magister M (Pierrot-Gábor Endre; Alexandra, 2013)
- AGON – 24 táblajáték a nagyvilágból (Alexandra, 2012)
- Muszáj-kalózok – Kalandok a Karib tengeren (Alexandra, 2016., Főnix Könyvműhely, 2020.)

## Díjak, elismerések
- 1990: eMeRTon díj az első Babaházak című albumért[17]
- 1993: Arany Zsiráf díj a Nekem senki nem hegedül című videóklipért (készítette: Marton Zoltán)[18]
- 2005: Kecskeméti Animációs Filmfesztivál kategória-díja a Túl jól vagyok című videóklipért (készítette: Weigert Miklós)
- 2007: eFestival első díj interaktív történetmesélés kategóriában a Jumurdzsák gyűrűje című interaktív filmért
- 2008: eFestival különdíj az Útravaló című közlekedésbiztonsági multimédia (edutainment) produkcióért
- 2018: Fonogram díj "Az év hazai rap- vagy hiphopalbuma" kategóriában a Ganxsta Zolee és a Kartel K.O. című albumáért (zeneszerző – producer)[19]
- 2021: Ország Játéka győztes Családi/parti társasjátékok kategóriában a Rumini - Hajónapló című játék[20]
- 2021: JEM Magazin (Játékos Emberek Magazinja) győztes Hazai társasjátékok kategóriában a Rumini - Hajónapló című játék